# Aéroport de Khafji
L’aéroport de Khafji (arabe : مطار الخفجي) est un petit aérodrome, au sud de la ville de Khafji, dans la province orientale de l'Arabie saoudite. 

## Historique et installations
La compagnie pétrolière nationale saoudienne Saudi Aramco, propriétaire, l'exploite pour la logistique de l'entreprise, qui semble réduite, en raison de l'utilisation plus fréquente de l'aéroport international de Koweït, à environ 100 km au nord.
Les infrastructures médiocres sont réduites : piste de 1742 mètres de long et 21 mètres de large, seulement 3600 m² pour les mouvements d'aéronefs, et un parking extérieur couvert. 
L'aérodrome dispose d'un héliport.